# Phare de Capo d'Anzio
Le phare du Cap d'Anzio (en italien : Faro di Capo d'Anzio) est un phare actif situé sur une falaise surplombant les ruines de la villa de Néron près d'Anzio (Ville métropolitaine de Rome Capitale), dans la région du Latium en Italie. Il est géré par la Marina Militare.

## Histoire
La construction du phare a commencé en 1860 par la volonté du pape Pie IX avant l'annexion des États pontificaux, comme le phare du Mont Circé, mais les travaux ont pris fin six ans plus tard, en 1866.
Le phare a échappé à la destruction durant la Seconde Guerre mondiale à cause de la rapidité de l'Opération Shingle près d'Anzio en janvier 1944 empêchant son dynamitage par les troupes allemandes. Il est situé à 53 km au sud de Rome.
Il est entièrement automatisé et alimenté par le réseau électrique. Il possède un Système d'identification automatique pour la navigation maritime.

## Description
Le phare  est une tour cylindrique en maçonnerie de 21 m de haut, avec galerie et lanterne, montant au centre d'une maison blanche de gardien d'un étage. Le bâtiment est peint en blanc et le dôme de la lanterne est gris métallique. Il émet, à une hauteur focale de 37 m, deux brefs éclats blancs de 0.3 seconde sur une période de 10 secondes. Sa portée est de 22 milles nautiques (environ 41 km) pour le feu principal et 18 milles nautiques (environ 33 km) pour le feu de veille.
Identifiant : ARLHS : ITA-012 ; EF-2246 - Amirauté : E1538 - NGA : 9192 .

## Caractéristiques dufeu maritime
Fréquence : 10 secondes (W-W)
- Lumière : 0,2 seconde
- Obscurité : 2,3 secondes
- Lumière : 0,2 seconde
- Obscurité : 7,3 secondes

|          |
| Le phare |

### Lien connexe
- Liste des phares de l'Italie